# Dżubas
Dżubas (arab. جوباس) – miejscowość w Syrii, w muhafazie Idlib. W 2004 roku liczyła 2340 mieszkańców.